# George Church (strzelec)
George William Church (ur. 11 maja 1890 w Kimberley, zm. 18 marca 1951 w Springs) – południowoafrykański strzelec, olimpijczyk.
Church wystąpił na Letnich Igrzyskach Olimpijskich 1924 w jednej konkurencji. Zajął 9. miejsce w karabinie dowolnym drużynowo, uzyskując przedostatni wynik w reprezentacji (startowało 18 zespołów).

## Wyniki

### Igrzyska olimpijskie
| Igrzyska   | Konkurencja                | Wynik                            | Miejsce | Źródło |
| ---------- | -------------------------- | -------------------------------- | ------- | ------ |
| Paryż 1924 | Karabin dowolny, drużynowo | 590 pkt. (druż.) 113 pkt. (ind.) | 9       | [ 1 ]  |